# Wereldkampioenschappen schermen 1951
De 7de wereldkampioenschappen schermen werden gehouden in Stockholm, Zweden in 1951. De organisatie lag in de handen van de FIE.

## Medailles

### Mannen
| Onderdeel   | Goud                                                                                       | Goud      | Zilver | Zilver    | Brons                                                                                                  | Brons     |
| ----------- | ------------------------------------------------------------------------------------------ | --------- | --- | --------- | --- | --------- |
| Degen       |                                                                                            |           | |           | |           |
| Individueel | Edoardo Mangiarotti                                                                        | Italië    | Carlo Pavesi                                                                                              | Italië    | Sven Fahlman                                                                                           | Zweden    |
| Ploegen     | Alain Bessèche René Bougnol Jacques Coutrot Daniel Dagallier Armand Mouyal Armand Simon    | Frankrijk | Roberto Battaglia Dario Mangiarotti Mario Mangiarotti Fiorenzo Marini Carlo Pavesi                        | Italië    | Per Carleson Sven Fahlman Carl Forssell Rolf Julin Bengt Ljungquist Berndt-Otto Rehbinder              | Zweden    |
| Floret      |                                                                                            |           | |           | |           |
| Individueel | Manlio Di Rosa                                                                             | Italië    | Edoardo Mangiarotti                                                                                       | Italië    | Jéhan de Buhan                                                                                         | Frankrijk |
| Ploegen     | René Bougnol Jéhan de Buhan Christian d'Oriola Jacques Lataste Claude Netter Adrien Rommel | Frankrijk | Giancarlo Bergamini Manlio Di Rosa Edoardo Mangiarotti Alessandro Mirandoli Renzo Nostini Giorgio Pellini | Italië    | Osmane Abdel Hafiz Ahmed Abou-Shadi Salah Dessouki Hasan Hosni Taoufik Mahmoud Yunes Mohamed Zoulficar | Egypte    |
| Sabel       |                                                                                            |           | |           | |           |
| Individueel | Aladár Gerevich                                                                            | Hongarije | Pál Kovács                                                                                                | Hongarije | Gastone Daré                                                                                           | Italië    |
| Ploegen     | Tibor Berczelly Aladár Gerevich Pál Kovács Endre Palócz Károly Pesthy László Rajcsányi     | Hongarije | Gastone Darè Roberto Ferrari Renzo Nostini Vincenzo Pinton Mauro Racca Vittorio Stagni                    | Italië    | Gustave Ballister Jean Henriet François Heywaert Ferdinand Jassogne Marcel Van Der Auwera Édouard Yves | België    |

### Vrouwen
| Onderdeel   | Goud                                                                                             | Goud      | Zilver                                                                            | Zilver     | Brons                                                                                | Brons      |
| ----------- | ------------------------------------------------------------------------------------------------ | --------- | --------------------------------------------------------------------------------- | ---------- | ------------------------------------------------------------------------------------ | ---------- |
| Degen       |                                                                                                  |           |                                                                                   |            |                                                                                      |            |
| Individueel | Ilona Elek                                                                                       | Hongarije | Karen Lachman                                                                     | Denemarken | Magda Nyari                                                                          | Hongarije  |
| Ploegen     | Jacqueline Baudot Odette Drand Renée Garilhe Françoise Gouny Lylian Guyonneau Thérèse Sanlaville | Frankrijk | Ilona Elek Margit Elek Katalin Horváth Magdolna Nyári Ilona Sákovics Ilona Vargha | Hongarije  | Ella Dam-Larsen Solveig Jørgensen Edith Knudsen Kate Mahaut Grete Olsen Ulla Barding | Denemarken |

## Medaillespiegel
| Plaats | Land       | Goud | Zilver | Brons | Totaal |
| 1      | Hongarije  | 3    | 2      | 1     | 6      |
| 2      | Frankrijk  | 3    | 0      | 1     | 4      |
| 3      | Italië     | 2    | 5      | 1     | 8      |
| 4      | Denemarken | 0    | 1      | 1     | 2      |
| 5      | Zweden     | 0    | 0      | 2     | 2      |
| 6      | België     | 0    | 0      | 1     | 1      |
| 6      | Egypte     | 0    | 0      | 1     | 1      |
| Totaal | Totaal     | 8    | 8      | 8     | 24     |

1937 · 1938 · 1947 · 1948 · 1949 · 1950 · 1951 · 1952 · 1953 · 1954 · 1955 · 1956 · 1957 · 1958 · 1959 · 1961 · 1962 · 1963 · 1965 · 1966 · 1967 · 1969 · 1970 · 1971 · 1973 · 1974 · 1975 · 1977 · 1978 · 1979 · 1981 · 1982 · 1983 · 1985 · 1986 · 1987 · 1988 · 1989 · 1990 · 1991 · 1992 · 1993 · 1994 · 1995 · 1997 · 1998 · 1999 · 2000 · 2001 · 2002 · 2003 · 2004 · 2005 · 2006 · 2007 · 2008 · 2009 · 2010 · 2011 · 2012 · 2013 · 2014 · 2015 · 2016 · 2017 · 2018 · 2019 · 2022 · 2023